# Diego Carcedo
José Manuel Diego Carcedo (Cangues d'Onís, 1940) és un periodista asturià.
Després d'acabar els seus estudis d'història i de periodisme, va començar a treballar en el diari La Nueva España, d'Oviedo.
El 1974 ingressava en Televisió Espanyola i entrava a formar part dels serveis informatius. En aquest any, va incorporar-se a l'equip del programa Los Reporteros, al costat de noms del prestigi de Miguel de la Quadra-Salcedo, Javier Basilio o Jesús González Green. Durant els dos anys en què roman al programa, té ocasió de ser testimoni directe d'esdeveniments com la Revolució dels Clavells a Portugal.
El 1978 va ser nomenat corresponsal de TVE a Lisboa, càrrec que ocupa fins a 1984, en què és traslladat a Nova York. El 1989 va ser nomenat director dels serveis informatius de TVE i el 1991, director de Ràdio Nacional d'Espanya. Durant aquest temps, a més va presentar,amb Julio César Iglesias Los Desayunos de RNE, que es transmetien simultàniament per la cadena de ràdio pública i per TVE. Des del juny de 1996, quan cessa del seu càrrec, fins a gener de 2007 va ser membre del consell d'administració de RTVE, a proposta del PSOE.
El 2006 va ser elegit president de l'Associació de Periodistes Europeus.
Entre altres, ha publicat els llibres Neruda y el barco de la esperanza, El Schindler de la guerra civil, Sáez de Santamaría, el general que cambió de bando, Fusiles y claveles, sobre la revolució dels clavells, Los cabos sueltos sobre el 23-F, Un español frente al Holocausto i el 2009, la novel·la El niño que no iba a misa. El llibre Un español frente al Holocausto va ser versionat televisivament en la sèrie titulada El Ángel de Budapest, on l'actor Francis Lorenzo encarna al diplomàtic Ángel Sanz-Briz. Entre bestias y héroes: los españoles que plantaron cara al Holocausto va guanyar el Premi Espasa d'assaig el 2011.